# North Atlanta
North Atlanta é uma Região censo-designada localizada no estado americano de Geórgia, no Condado de DeKalb.

## Demografia
Segundo o censo americano de 2000, a sua população era de 38.579 habitantes.

## Geografia
De acordo com o United States Census Bureau tem uma área de 19,9 km², dos quais 19,8 km² cobertos por terra e 0,1 km² cobertos por água.

## Localidades na vizinhança
O diagrama seguinte representa as localidades num raio de 12 km ao redor de North Atlanta.